# Mythimna fuliginosa
Mythimna fuliginosa là một loài bướm đêm trong họ Noctuidae.